# Natação artística nos Jogos Olímpicos de Verão de 2020 - Dueto
A competição em dueto da natação artística nos Jogos Olímpicos de Verão de 2020 foi disputada entre 2 e 4 de agosto de 2021 no Centro Aquático, em Tóquio. Um total de 44 nadadoras de 22 Comitês Olímpicos Nacionais (CON) participaram do evento.

## Qualificação
Um total de 22 duetos se qualificam para o evento. Os dez CONs qualificados para a competição por equipes receberam automaticamente um lugar para o dueto. Cada continente também recebeu uma vaga; a África, Ásia e a Oceania usaram o Campeonato Mundial de Esportes Aquáticos de 2019 para determinar suas classificadas, enquanto os Jogos Pan-Americanos de 2019 e a Champions Cup europeia serviram como eliminatórias para as Américas e Europa, respectivamente. As sete vagas finais foram determinados através do torneio de qualificação olímpica de 2020.

## Formato
A fase preliminar consistiu em uma rotina livre e depois uma rotina técnica com elementos obrigatórios. As pontuações das duas rotinas foram somadas e os doze melhores duetos se classificaram para a final. A final repetiu a mesma rotina livre e a pontuação da rotina livre final foi somada à pontuação da rotina técnica preliminar para definir as colocações. As listas preliminares das rotinas livres e técnicas foram decididas por sorteio aleatório. Para a final, porém, foram feitos dois grupos: os seis últimos e os seis primeiros duetos qualificados, com o primeiro grupo começando as apresentações.
A rotina técnica deve ser concluída entre 2 minutos e 5 segundos e 2 minutos e 35 segundos. Existem três painéis de cinco juízes para cada rotina. Na rotina técnica, um painel cada considera a execução (30% da pontuação), impressão (30%) e elementos (40%). Os juízes de execução e impressão dão uma pontuação única, enquanto os juízes de elementos dão uma pontuação para cada elemento. As pontuações variam entre 0 e 10, com incrementos de 0,1 ponto. A pontuação mais alta e mais baixa de cada painel (incluindo dentro de cada elemento, para o painel de elementos) são descartadas. As pontuações restantes são calculadas em média e ponderadas pela porcentagem desse painel, com as pontuações dos elementos ponderadas dentro do painel do elemento por grau de dificuldade. A pontuação máxima possível é 100. A rotina deve conter duas partes em destaque, um com o time completo e outro com o time dividido em subgrupos. Também deve conter uma cadência, um círculo e uma linha reta, além de existir cinco elementos obrigatórios que devem ser feitos em ordem.
Os limites de tempo da rotina livre são de 2 minutos e 45 segundos a 3 minutos e 15 segundos. Não há restrição na rotina, exceto que há um máximo de seis movimentos acrobáticos. Os três painéis da rotina livre consideram execução (30% da nota), impressão artística (40%) e dificuldade (30%). Cada juiz dá uma pontuação única. A pontuação mais alta e mais baixa de cada painel são descartadas, com as pontuações restantes calculadas e ponderadas. A pontuação máxima possível é 100.

## Calendário
Horário local (UTC+9)
| Data                | Horário | Fase                    |
| ------------------- | ------- | ----------------------- |
| 2 de agosto de 2021 | 19:30   | Rotina livre preliminar |
| 3 de agosto de 2021 | 19:30   | Rotina técnica          |
| 4 de agosto de 2021 | 19:30   | Rotina livre final      |

## Medalhistas
|  | ROC                                       |  | CHN China                |  | UKR Ucrânia                      |
|  | Svetlana Kolesnichenko Svetlana Romashina |  | Huang Xuechen Sun Wenyan |  | Marta Fiedina Anastasiya Savchuk |

## Resultados

### Preliminares
Os 12 duetos com as melhores pontuações somando-se a rotina livre e a rotina técnica avançam para a final.
| Pos. | CON                | Nadadoras                                 | Rotina livre | Rotina técnica | Total    |
| ---- | ------------------ | ----------------------------------------- | ------------ | -------------- | -------- |
| 1    | ROC                | Svetlana Kolesnichenko Svetlana Romashina | 97.9000      | 97.1079        | 195.0079 |
| 2    | CHN China          | Huang Xuechen Sun Wenyan                  | 96.2333      | 95.5499        | 191.7832 |
| 3    | UKR Ucrânia        | Marta Fiedina Anastasiya Savchuk          | 94.9333      | 93.8620        | 188.7953 |
| 4    | JPN Japão          | Yukiko Inui Megumu Yoshida                | 93.9333      | 93.3499        | 187.2832 |
| 5    | CAN Canadá         | Claudia Holzner Jacqueline Simoneau       | 91.2333      | 91.4798        | 182.7131 |
| 6    | ITA Itália         | Linda Cerruti Costanza Ferro              | 91.2000      | 91.1035        | 182.3035 |
| 7    | AUT Áustria        | Anna-Maria Alexandri Eirini Alexandri     | 90.5000      | 90.3773        | 180.8773 |
| 8    | FRA França         | Charlotte Tremble Laura Tremble           | 88.5667      | 87.3474        | 175.9141 |
| 9    | NED Países Baixos  | Bregje de Brouwer Noortje de Brouwer      | 88.1667      | 87.2612        | 175.4279 |
| 10   | BLR Bielorrússia   | Vasilina Khandoshka Daria Kulagina        | 88.0333      | 87.2101        | 175.2434 |
| 11   | ESP Espanha        | Alisa Ozhogina Iris Tió                   | 88.3000      | 86.9281        | 175.2281 |
| 12   | MEX México         | Nuria Diosdado Joana Jiménez              | 86.5333      | 86.6190        | 173.1523 |
| 13   | USA Estados Unidos | Anita Alvarez Lindi Schroeder             | 86.5333      | 86.1960        | 172.7293 |
| 14   | GBR Grã-Bretanha   | Kate Shortman Isabelle Thorpe             | 84.7333      | 85.1548        | 169.8881 |
| 15   | ISR Israel         | Eden Blecher Shelly Bobritsky             | 84.6333      | 83.8580        | 168.4913 |
| 16   | KAZ Cazaquistão    | Alexandra Nemich Yekaterina Nemich        | 83.8667      | 83.2338        | 167.1005 |
| 17   | LIE Liechtenstein  | Lara Mechnig Marluce Schierscher          | 83.0333      | 83.2489        | 166.2822 |
| 18   | COL Colômbia       | Estefanía Álvarez Mónica Arango           | 81.9667      | 82.0526        | 164.0193 |
| 19   | EGY Egito          | Hanna Hiekal Laila Mohsen                 | 78.9000      | 77.8625        | 156.7625 |
| 20   | AUS Austrália      | Emily Rogers Amie Thompson                | 76.3667      | 75.5343        | 151.9010 |
| 21   | RSA África do Sul  | Clarissa Johnston Laura Strugnell         | 72.1667      | 70.9099        | 143.0766 |
| 22   | GRE Grécia         | Evangelia Platanioti Evangelia Papazoglou | 88.1667      | DNS            |          |

### Final
A final foi disputada pelos 12 primeiros duetos da fase preliminar. A pontuação da rotina técnica foi transferida da rodada preliminar para a final, mas a rotina livre foi repetida.
| Pos.              | CON               | Nadadoras                                 | Rotina técnica | Rotina livre | Total    |
| ----------------- | ----------------- | ----------------------------------------- | -------------- | ------------ | -------- |
| Medalha de ouro   | ROC               | Svetlana Kolesnichenko Svetlana Romashina | 97.1079        | 98.8000      | 195.9079 |
| Medalha de prata  | CHN China         | Huang Xuechen Sun Wenyan                  | 95.5499        | 96.9000      | 192.4499 |
| Medalha de bronze | UKR Ucrânia       | Marta Fiedina Anastasiya Savchuk          | 93.8620        | 95.6000      | 189.4620 |
| 4                 | JPN Japão         | Yukiko Inui Megumu Yoshida                | 93.3499        | 94.4667      | 187.8166 |
| 5                 | CAN Canadá        | Claudia Holzner Jacqueline Simoneau       | 91.4798        | 93.0000      | 184.4798 |
| 6                 | ITA Itália        | Linda Cerruti Costanza Ferro              | 91.1035        | 92.4667      | 183.5702 |
| 7                 | AUT Áustria       | Anna-Maria Alexandri Eirini Alexandri     | 90.3773        | 91.8000      | 182.1773 |
| 8                 | FRA França        | Charlotte Tremble Laura Tremble           | 87.3474        | 89.6333      | 176.9807 |
| 9                 | NED Países Baixos | Bregje de Brouwer Noortje de Brouwer      | 87.2612        | 88.9000      | 176.1612 |
| 10                | ESP Espanha       | Alisa Ozhogina Iris Tió                   | 86.9281        | 88.6667      | 175.5948 |
| 11                | BLR Bielorrússia  | Vasilina Khandoshka Daria Kulagina        | 87.2101        | 87.8000      | 175.0101 |
| 12                | MEX México        | Nuria Diosdado Joana Jiménez              | 86.6190        | 86.5667      | 173.1857 |